# Vasily Gavrilovich Grabin
Vasily Gavrilovich Grabin (tiếng Nga: Василий Гаврилович Грабин; 9 tháng 1 [lịch cũ 28 tháng 12 năm 1899] năm 1900 – 18 tháng 4 năm 1980) là một nhà thiết kế pháo binh Liên Xô, hàm Thượng tướng. Ông là lãnh đạo phòng thiết kế (TsAKB) tại Nhà máy Iosif Stalin số 92 ở Gorky (Nizhny Novgorod).
Grabin là nhà thiết kế chính của pháo dã chiến cấp sư đoàn ZiS-3 76,2 mm (3,00 in), là loại pháo dã chiến có số lượng nhiều nhất trong Thế chiến thứ hai với hơn 103.000 khẩu đã được chế tạo.
Grabin là nhà thiết kế pháo binh đầu tiên sử dụng công thái học trong chế tạo pháo (trước khi từ công thái học xuất hiện). Vào những năm 1930, ông đã sử dụng các tư vấn của các nhà sinh lý học để tối ưu hóa thiết kế pháo.